# Marga Melià
Marga Melià   (Palma, 8 d'octubre de 1982) és una cineasta mallorquina.

## Trajectòria
Als divuit anys es va traslladar a Barcelona per estudiar a la Universitat Autònoma de Barcelona, allà es va llicenciar en Periodisme i cursa el Màster d'Escriptura per a Cinema i Televisió. Inicialment es va dedicar al periodisme cultural, resideix a l'estranger (Berlín, Bologna) i va publicar un llibre: Suportant el paradís (Lunwerg, 2011). Més tard retorna a Palma i comença a treballar en el món del cinema com a muntadora, guionista i directora, a més de fundar la seva productora, Nuu Films. Forma part de l'Associació de dones cineastes i de mitjans audiovisuals, de l'Acadèmia de les Arts i les Ciències Cinematogràfiques d'Espanya i va ser presidenta de l'Associació de Cineastes de les Illes Balears entre el 2015 i el 2016, rellevant Toni Bestard.

## Filmografia
Llargmetratges
- 2017 – Bittersweet Days[7][8][9] (directora, guionista i coproductora amb IB3 TV)

Curtmetratges
- 2014 – El síndrome del calcetín desaparejado (directora i guionista)
- 2020 – Ropa vieja,[10] (directora, guionista i productora)
- 2020 – Dona[11] (directora, guionista i coproductora amb IB3 TV)

Documentals
- 2014 – Un solitario baile con el miedo[12] (directora, guionista i productora)
- 2024 – Cien libros juntas[13] (directora, guionista i productora)

També ha abordat altres gèneres audiovisuals, com el videoclip o anuncis publicitaris.

## Honors i distincions
- Premi Castellitx al millor curtmetratge en català per Dona (2021)[16]
- Premi al millor curtmetratge en el Festival de cinema espanyol de Marsella per Dona (2021)[17]
- Menció especial del jurat de l'Atlàntida Film Fest per Cien libros juntas (2024)[18]